# Abraxas poliaria
Abraxas poliaria är en fjärilsart som beskrevs av Swinhoe 1889. Abraxas poliaria ingår i släktet Abraxas och familjen mätare. Inga underarter finns listade i Catalogue of Life.